# بازار مربوط
در مباحث قانون رقابت، بازار مربوط (به انگلیسی: relevant market) به بازاری گفته می‌شود که در آن کالا یا خدمات مشخصی مبادله می‌شود. در مباحث حقوقی قانون رقابت و سازماندهی صنعتی تعریف بازار مربوط از اهمیت ویژه‌ای برخوردار است.

## اهمیت و تعریف
امروزه نهاد قانون رقابت یکی از مهم‌ترین پشتوانه‌های ایجاد و حفظ رقابت در بازار و حفظ منافع مصرف‌کنندگان به شمار می‌آید. هرچقدر یک بازار از رقابت کامل فاصله بگیرد، تولیدکنندگان با قیمت‌های بالاتری از سطح نرمالِ بازار رقابت کامل تولید می‌کنند. به این‌ترتیب مصرف‌کنندگان متضرر می‌شوند و بالاجبار تعداد کمتری از کالا یا خدمات را در سطح بالاتری از قیمت دریافت می‌کنند. یکی از اهداف اصلی قانون رقابت، جلوگیری از کسب قدرت بازاری بالا توسط بنگاه‌ها است. به این ترتیب بنگاه‌ها قیمت‌پذیر بوده و رفاه از دست رفته ایجاد نمی‌شود.
منطقاً بنگاه‌ها در دو حالت می‌توانند قیمت کالا یا خدمات تولیدی خود را افزایش داده و بیش از سطح قیمتِ بازار رقابت کامل قرار دهند. اول اینکه برای کالا یا خدمت تولیدی بنگاه، جانشین مناسبی در بازار وجود نداشته باشد. در این صورت بنگاه مشابه یک انحصارگر بوده و به‌راحتی با قیمت‌گذاری سود خود را افزایش می‌دهد. دوم اینکه عرضه کنندهٔ دیگری در بازار وجود نداشته باشد. در این حالت نیز مشابه استدلال گذشته، بنگاه از قدرت بازاری برخوردار خواهد بود. هرچقدر تعداد کالا یا خدمات جانشین یک محصول در بازار یا تعداد بنگاه‌های تولیدکننده یک کالا یا خدمت کمتر باشد، امکان افزایش قیمت و کسب سود توسط بنگاه افزایش می‌یابد.
قانون رقابت برای جلوگیری از ایجاد چنین شرایطی در بازار لازم است به‌دقت در هر بازار کالا و خدمات، قدرت بازار بنگاه‌ها را رصد کند. لازمه اجرای قانون رقابت و بهره‌مندی از منافع آن، تعیین و تعریف دقیق بازار محصولات است. به بیان دیگر زمانی که در قانون رقابت، از لزوم حفظ رقابت در بازار سخن می‌رود، باید از منظر حقوقی مشخصاً تعریفی از بازار محصولات مورد نظر ارائه شود. برای مثال فرض کنید در ایران، سازمان حمایت مصرف‌کنندگان و تولیدکنندگان قصد دارد قوانینی نظارتی پیرامون ایجاد و حفظ رقابت و استیفا منافع مصرف‌کنندگان در بازار لوازم خانگی برقی تصویب نماید؛ مسلماً پیش از طراحی و تصویب چنین قوانینی، لازم است مشخص شود دقیقاً چه کالا و خدماتی در حوزه چنین بازاری جای دارد.
در همین جهت بازار مربوط تعریف می‌شود. مفهوم بازار مربوط برای تعیین و تشخیص دقیق بازار کالا و خدماتی به کار می‌رود که در آن رقابت رخ می‌دهد. بازار مربوط کلیه کالا و خدماتی که در یک بازار مبادله می‌شود را در بر می‌گیرد. این کالا و خدمات شامل تمام مورادی است که مصرف‌کنندگان آن‌ها را جانشین یکدیگر کنند.

### انواع بازار محدود
براساس قوانین کمیسیون اروپا بازار محدود به دو نوع بازار مربوط محصولات و بازار مربوط جغرافیایی تقسیم شده و تعریف هر یک به شرح زیر است:
۱) بازار مربوط کالا و خدمات به بازاری گفته می‌شود که در آن کلیه کالا و خدماتی که مصرف‌کنندگان آن‌ها را به‌واسطه مشخصات فنی یا قیمتشان، به‌عنوان جانشین یکدیگر مصرف می‌کنند.
۲) بازار مربوط جغرافیایی که شامل منطقهٔ خاص جغرافیایی می‌شود که در آن بنگاه‌های اقتصادی به تولید کالا و خدماتی پرداخته و در شرایط مشابهی با یکدیگر به رقابت می‌پردازند.

## تشخیص بازار محدود
به‌منظور تعیین و تشخیص بازار مربوط از سه طریق بررسی می‌شود:
۱)جانشینی طرف تقاضا
که به بررسی کالا و خدمات جانشین موجود در بازار می‌پردازد.
۲)جانشینی طرف عرضه
که به بررسی تعداد بنگاه‌های عرضه‌کننده خدمات و کالا می‌پردازد.
۳)رقابت‌پذیری بالقوه
که به بررسی این موضوع می‌پردازد که اصولاً تا چه میزان امکان رقابت در بازار مربوط وجود دارد.
همچنین تست‌هایی برای تشخیص بازار مربوط توسعه داده شده است که از میان مشهورترین آن‌ها می‌توان به افزایش کوچک ولی غیرقابل صرف‌نظر و پایدار در قیمت‌ها اشاره کرد.